# Via ferrata de Grenoble

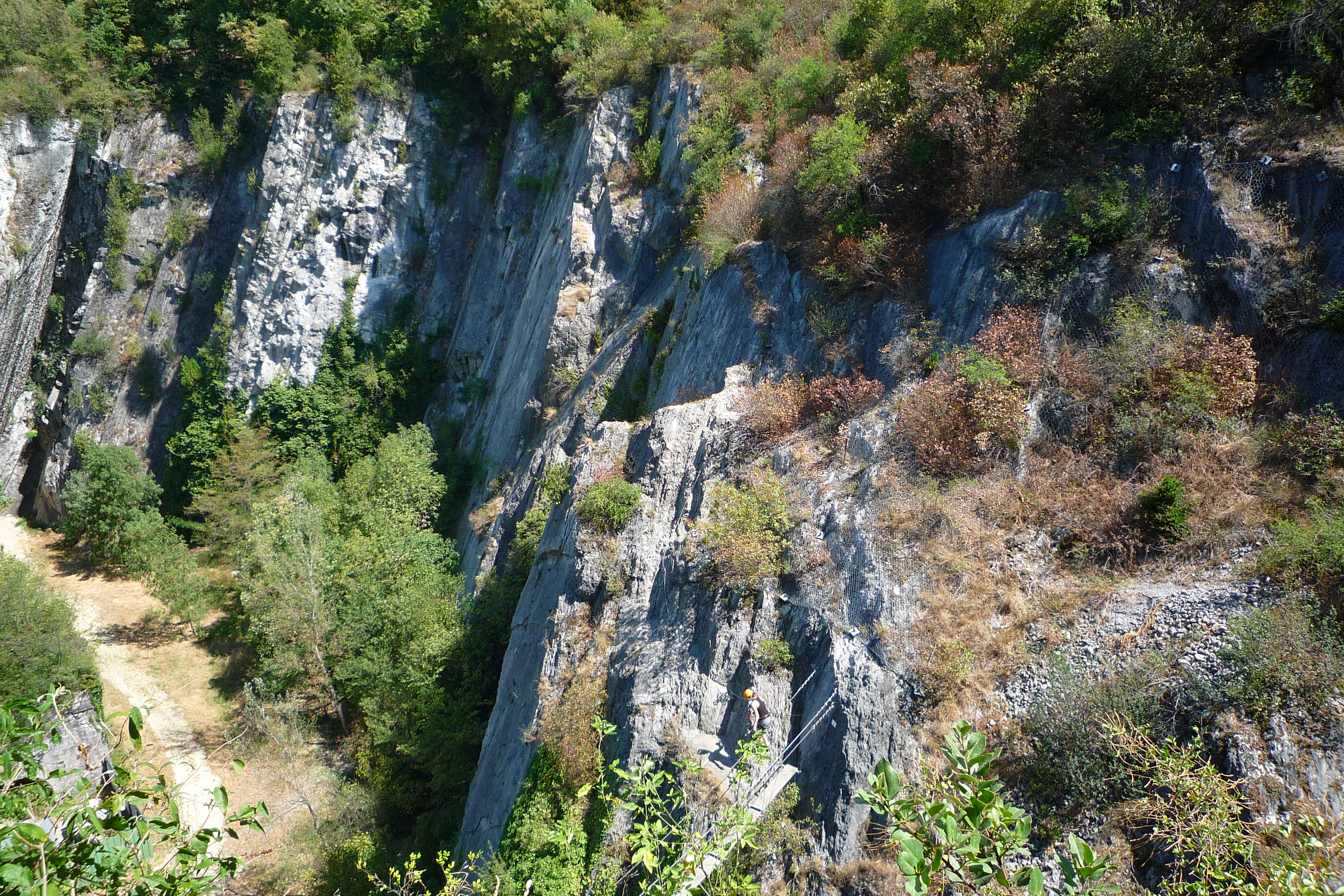
Cirque Vicat depuis le jardin des dauphins

La via ferrata de Grenoble est un parcours de via ferrata (escalade assistée par des câbles et des échelles) situé sur la colline de la Bastille à Grenoble.

## Description
Seul parcours urbain en France, il attire chaque année 30 000 grimpeurs sur ses deux voies. La première voie destinée aux débutants, démarre par la remontée d'un pilier avant une grande traversée de tout le cirque Vicat, avec au passage un pont de singe et deux passerelles.
La deuxième voie plus technique s'adresse aux personnes confirmées. On y accède en empruntant un sentier intermédiaire à travers le parc Guy-Pape.
Le niveau de difficulté de cette via ferrata est AD pour la première voie de 120 m de dénivelée et D+ pour la seconde voie de 110 m de dénivelée.